# Pedro Guevara
Pedro Guevara est un boxeur mexicain né le 7 juin 1989 à Mazatlan.

## Carrière
Champion d'Amérique du Nord NABF des poids mi-mouches en 2011, il s'empare du titre vacant de champion du monde WBC de la catégorie le 30 décembre 2014 en battant par KO au 7e round Akira Yaegashi. Guevara conserve son titre le 11 avril 2015 en battant au premier round Richard Claveras puis le 4 juillet 2015 après une victoire aux points face à Ganigan Lopez. Il est en revanche battu aux points le 28 novembre 2015 par Yu Kimura puis le 22 octobre 2017 par Ken Shiro. Guevara change de catégorie de poids est obtient le 9 novembre 2024 un combat de championnat du monde WBC des poids super-mouches face au tenant du titre, Jesse Rodríguez Franco. Il est battu par arrêt de l'arbitre au 3e round. 